# Аварія

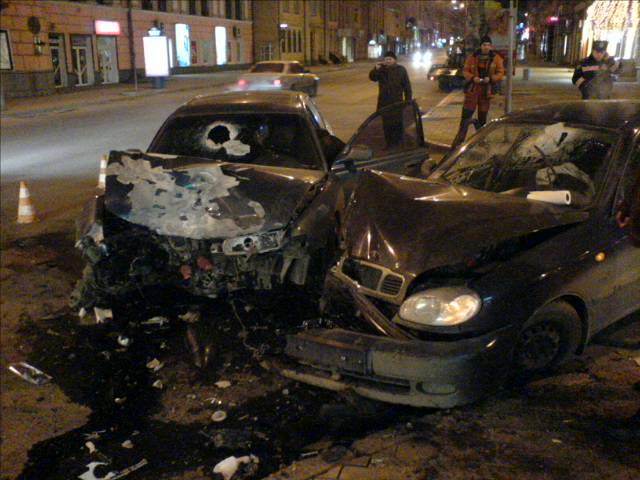
Автомобільна аварія в Донецьку

Аварія  (від італ. avaria, з араб. авар), ушко́да, пошко́дження — значне пошкодження або вихід з ладу обладнання (машини, аґреґату, апарата, свердловини, трубопроводу тощо), гірничих виробок, споруд, що супроводжується тривалим порушенням виробничого процесу, роботи дільниці чи підприємства в цілому.

## Загальний опис

### Різновиди аварій
- небезпечна подія техногенного характеру, що спричинила ураження, травмування населення або створює на окремій території чи території суб'єкта господарювання загрозу життю або здоров'ю населення та призводить до руйнування будівель, споруд, обладнання і транспортних засобів, порушення виробничого або транспортного процесу чи спричиняє наднормативні, аварійні викиди забруднюючих речовин та інший шкідливий вплив на довкілля;[2]
- небезпечна подія техногенного характеру, що створює на об'єкті, території або акваторії загрозу для життя і здоров'я людей і призводить до руйнування будівель, споруд, обладнання і транспортних засобів, порушення виробничого або транспортного процесу чи завдає шкоди довкіллю (стаття 1 Закону України від 14.12.1999 № 1281-XIV «Про аварійно-рятувальні служби»);
- пошкодження, вихід із ладу, руйнування, що сталося з техногенних (конструктивних, виробничих, технологічних, експлуатаційних) або природних причин;
- відмова мережі, споруди водопостачання й каналізації (ВК) або їх конструктивних елементів, у зв'язку з якими порушується працездатність об'єкта.
- значне пошкодження або вихід з ладу обладнання (машини, агрегату, апарата, свердловини, трубопроводу тощо), гірничих виробок, споруд, що супроводжується тривалим порушенням виробничого процесу, роботи дільниці чи підприємства в цілому. Для гірничих підприємств найхарактерніші: завали гірничих виробок, вибухи газу та пилу, поломка обладнання і устаткування, раптові прориви пливунів, води або пульпи з підземних водоносних горизонтів, затоплення вироблених просторів або водоймищ і водотоків на поверхні, раптові викиди газів, вугілля або породи; гірничі удари, пожежі, прориви дамб, мулонакопичувачів та відстійників, зсуви або обвалення бортів кар'єрів, загорання електричних кабелів і електроапаратури, загорання конвеєрних стрічок (внаслідок тертя), обвалення естакад та інших інженерних споруд, зіткнення рухомого складу, пориви стрічок на магістральних конвеєрах у похилих стовбурах, відкрите фонтанування нафти і газових свердловин, поломка, обрив, прихват бурильного інструменту, насосно-компресорних труб, припинення циркуляції бурового розчину, поломки обсадної колони, порушення герметичності нафтогазопроводів або продуктопроводів (вуглепроводів), ємностей для нафти і газу, неконтрольований перетік нафти або газу, води з одних пластів в інші внаслідок негерметичності стовбура свердловини та інш. В основному А. — наслідок неправильних дій персоналу підприємств: порушення (в процесі експлуатації) режимів, норм і параметрів, встановлених правилами технічної експлуатації, правилами безпеки, інструкціями, нормативними документами, невчасне проведення оглядів, ремонтів. Разом з цим А. виникають через конструктивні недоліки обладнання, недостатню його надійність, невідповідність обладнання і матеріалів вимогам державних стандартів, а також недосконалість обладнання. Причиною А. можуть бути також стихійні природні явища (землетруси, лавини, повені, селі та ін.).

Морське право під аварією розуміє не саму катастрофу, а пов'язані з нею збитки учасників перевезення. Залежно від характеру цих збитків вони поділяються на «загальну аварію» та «окрему аварію». Таке розподілення було властиво ще французькому законодавству XVII століття, яке розрізняло велику або загальну аварію (avarie grosse) та окрему або особливу аварію (avarie particuliere). Російське законодавство XVIII століття також розрізняло загальну аварію та окрему аварію (аварія взаємної шкоди)